# Shohei Yokoyama
Shohei Yokoyama (横山 翔平 Yokoyama Shohei?, nacido el 9 de agosto de 1993 en Gunma) es un futbolista japonés que se desempeña como centrocampista.

## Trayectoria

### Clubes
| Club                | País  | Año         |
| ------------------- | ----- | ----------- |
| Thespakusatsu Gunma | Japón | 2012 - 2015 |
| J. League sub-22    | Japón | 2014        |
| FC Machida Zelvia   | Japón | 2016        |

## Estadística de carrera

### J. League
| Club                | Año   | J. League | J. League | Copa J. League | Copa J. League | Total | Total |
| Club                | Año   | Part.     | Goles     | Part.          | Goles          | Part. | Goles |
| ------------------- | ----- | --------- | --------- | -------------- | -------------- | ----- | ----- |
| Thespa Kusatsu      | 2012  | 19        | 1         | -              | -              | 19    | 1     |
| Thespakusatsu Gunma | 2013  | 31        | 3         | -              | -              | 31    | 3     |
| Thespakusatsu Gunma | 2014  | 12        | 0         | -              | -              | 12    | 0     |
| Thespakusatsu Gunma | 2015  | 6         | 0         | -              | -              | 6     | 0     |
| J. League sub-22    | 2014  | 4         | 0         | -              | -              | 4     | 0     |
| FC Machida Zelvia   | 2016  | 0         | 0         | -              | -              | 0     | 0     |
| Total               | Total | 72        | 4         | 0              | 0              | 72    | 4     |